# Saint-Jean-lès-Longuyon
Saint-Jean-lès-Longuyon – miejscowość i gmina we Francji, w regionie Grand Est, w departamencie Meurthe i Mozela.
Według danych na rok 1990 gminę zamieszkiwało 325 osób, a gęstość zaludnienia wynosiła 77 osób/km² (wśród 2335 gmin Lotaryngii Saint-Jean-lès-Longuyon plasuje się na 728. miejscu pod względem liczby ludności, natomiast pod względem powierzchni na miejscu 1079.).